# Зоран Воротовић
Зоран Воротовић (Херцег Нови, 12. август 1958 —  Подгорица, 4. јул 2024) је био југословенски и црногорски професионални фудбалер.

## Клупска каријера
Воротовић је почео да игра фудбал за Сутјеску Никшић. Касније је играо у Првој лиги Југославије за Будућност Титоград, Црвену звезду и Спартак из Суботице.
Године 1987. преселио се у Турску где је одиграо 68 утакмица у Суперлиги Турске у трогодишњем периоду са Саријером.

## Репрезентативна каријера
Био је пионирски и омладински репрезентативац СФР Југославије.

## Приватни живот
Воротовић је тешко повређен у саобраћајној несрећи 19. децембра 2001. године.

## Смрт
Преминуо је 4. јула 2024. године у Подгорици. Сахрањен је 5. јула на сеоском гробљу у Глибовцу (Општина Никшић).